# Raanjhanaa
Raanjhanaa è un film del 2013 diretto da Aanand L. Rai.

## Riconoscimenti
- Filmfare Awards 2014: 
  - Miglior debutto maschile a Dhanush
- International Indian Film Academy Awards 2014:
  - Debutto da stella dell'anno - Maschio a Dhanush
- Zee Cine Awards 2014:
  - Best Actor in a Supporting Role – Female a Swara Bhaskar
- Screen Awards 2014:
  - Best Actor in a Supporting Role (Female) a Swara Bhaskar
- ETC Bollywood Business Awards 2014:
  - Highest Grossing Debut (Male) a Dhanush